# Chiesa di Santa Maria in Celsano
Il santuario di Santa Maria in Celsano è una chiesa di Roma, nella zona Santa Maria di Galeria, in piazza Santa Maria di Galeria.

## Storia
Incerte sono le origini della chiesa, come pure del suo toponimo, che si fa derivare o da un nome etrusco o dal latino celusus. La leggenda popolare racconta invece del ritrovamento dell'immagine miracolosa della Madonna, conservata nella chiesa, su di un albero di gelso, che, storpiato, divenne celso, da cui celsano.
La prima attestazione storica dell'esistenza di una chiesa nel borgo di Santa Maria di Galeria è dell'XI secolo, quando chiesa e terre circostanti sono assegnate dal papa al monastero romano di San Saba. Nel 1433 la chiesa passa sotto il controllo degli Orsini, che all'inizio del XVI secolo provvedono a restaurarla. In seguito la chiesa è amministrata prima dal monastero romano di San Paolo eremita, poi dal Collegio Germanico-Ungarico, ed infine dai Gesuiti, quando nel 1816 essa diventa sede parrocchiale.
Oggi la chiesa è una rettoria della parrocchia di Sant'Andrea Apostolo a Osteria Nuova, nella diocesi di Porto-Santa Rufina.

## Arte e architettura
Incorporata in un casale dell'agro romano e quasi nascosta dagli edifici circostanti, è costruita su resti di una cisterna di epoca romana. La chiesa attuale mostra evidenti i segni dei restauri che tra la fine del XIX secolo e l'inizio del XX l'hanno trasformata in stile neogotico.
Vi si accede tramite una scalinata. La facciata presenta un portale a sesto acuto sormontato da un rosone con decorazioni in gesso.
Internamente la chiesa si presenta a tre navate, separate da archi che poggiano su basse colonne di granito, con soffitto il legno. Essa è illuminata da sei finestre, tra le quali sono posti affreschi del XV secolo. La chiesa conserva pure due lapidi dell'antica chiesa di Sant'Andrea di Galeria, che era l'antica chiesa parrocchiale della zona, ora ridotta a ruderi tra i resti della città abbandonata di Galeria.
L'altare maggiore conserva una icona del XII-XIII secolo, che raffigura la Madonna col bambino e Santi. Questa icona è all'origine della tradizione popolare legata al suo ritrovamento e al suo trasporto nell'attuale sede: questi due avvenimenti sono narrati da due affreschi, il primo di epoca moderna, mentre il secondo si fa risalire alla scuola di Antoniazzo Romano.